# Itaúna (kommun)
Itaúna är en kommun i Brasilien.   Den ligger i delstaten Minas Gerais, i den sydöstra delen av landet, 600 km sydost om huvudstaden Brasília. Antalet invånare är 85 396.
Följande samhällen finns i Itaúna:
- Itaúna

Omgivningarna runt Itaúna är huvudsakligen savann. Runt Itaúna är det ganska tätbefolkat, med 166 invånare per kvadratkilometer.